# Arcidiecéze Sugdæa
Arcidiecéze Sugdæa je titulární arcidiecéze římskokatolické církve.

## Historie
Sugdæa, v řecky: Σουγδίας identifikovatelné s krymským městem Sudak, je starobylé biskupské sídlo nacházející se na historickém území Tauris. Byla součástí konstantinopolského patriarchátu.
Sídlo je zmíněno v Notitiae Episcopatuum patriarchátu z 9. století až do konce 14. století, nejprve jako autokefální arcidiecéze a později jako metropolitní arcidiecéze bez sufragán. V Notitiae ze 13./14. století je zmíněno spojení sídla Phulli s touto arcidiecézí a tím vzniká sídlo Sougdouphoulloi.
Prvním známým biskupem tohoto sídla byl svatý Štěpán, žijící v období ikonoklasmu. 
Byzantští arcibiskupové jsou známí až do 14. století. Ve stejném období se město Sugdæa, které benátčané nazývali Soldaia, stalo janovským majetkem a byla zde zřízena diecéze latinského obřadu, diecéze Soldaia.
Roku 1933 bylo zřízeno titulární biskupské sídlo.
Dnes je využívána jako titulární metropolitní sídlo; v současné době nemá svého titulárního arcibiskupa.

## Seznam arcibiskupů
- sv. Štěpán (první polovina 8. století)
- Filaret (druhá polovina 8. století)
- Štěpán (zmíněn roku 787)
- Petr (druhá polovina 10. století)
- Konstantin (zmíněn roku 997)
- Arsenius (zmíněn roku 1028)
- Neznámý (zmíněn roku 1086)
- Teodor (zmíněn roku 1275 a 1282)
- Eusebius (polovina 14. století)

## Seznam titulárních arcibiskupů
- Thomas Roberts, S.J. (1950–1970)